# Rhinolophus mabuensis
Rhinolophus mabuensis är en fladdermusart som ingår i släktet Rhinolophus och familjen hästskonäsor. Catalogue of Life anger inga underarter.

## Taxonomi
Holotypen insamlades redan 2008, men troddes emellertid då vara identisk med Rhinolophus hildebrandtii, som den mycket liknar. Det var först 2012 som den och tre andra fladdermöss beskrevs som sanna arter på grund av deras skillnader i ekolokalisationsfrekvensen samt resultaten från DNA-analyser.

## Beskrivning
Som alla hästskonäsor har arten flera hudflikar kring näsan. Flikarna brukas för att rikta de överljudstoner som används för ekolokalisation. Till skillnad från andra fladdermöss som använder sig av överljudsnavigering produceras nämligen tonerna hos hästskonäsorna genom näsan, och inte som annars via munnen.
Pälsfärgen och näsans hudflikar är desamma som hos Rhinolophus hildebrandtii, det vill säga gråbrun över hela kroppen, men ljusare på buksidan respektive med den hästskoliknande delen bredare än 9 mm. Arten är dock större, med en underarmslängd strax under 7 cm och en huvudlängd på omkring 3 cm. Ekolokalisationslätet har en medelfrekvens på 38 kHz.

## Utbredning
Arten är för närvarande (2014) endast känd från två berg (Mabu och Inago) i norra Moçambique, men man förmodar att den förekommer på flera berg i närheten.

## Ekologi
Då arten är så nyligen beskriven, är inte mycket känt om dess biologi. Den har påträffats i bergsskogar på höjder mellan 550 och 1 040 m.